# آلن چالمرز

الن فرانسس

آلن فرانسیس چالمرز (به انگلیسی: Alan Chalmers) (متولد ۱۹۳۹ در بریستول، انگلستان) فیلسوف علم بریتانیایی-استرالیایی‌ست. کتابی از او با عنوان چیستی علم، از پرفروش‌ترین کتاب‌ها در حوزه فلسفه علم است که به زبان‌های مختلف از جمله فارسی ترجمه شده‌است. کتاب دیگر او تحت عنوان «چگونگی ساختن علم در سال ۱۹۹۰ منتشر شد.

## زندگی
او در سال ۱۹۶۱ در رشته فیزیک فارغ‌التحصیل شد و پس از گذراندن دوره کارشناسی ارشد در دانشگاه منچستر، دو سال به تدریس فیزیک و تاریخ علم مشغول شد و سپس به تحصیل در دوره دکتری فلسفه علم در دانشگاه لندن پرداخت و در سال ۱۹۷۱ فارغ‌التحصیل شد. او اکنون دانشیار تاریخ و فلسفه علم در دانشگاه سیدنی است. چالمرز بیش از چهل مقاله تحقیقی در مجلات تخصصی بین‌المللی انتشار داده‌است.